# Академик Шокальский (судно, 1940)
Акаде́мик Шока́льский — научно-исследовательское и экспедиционное судно Арктического научно-исследовательского института (АНИИ) СССР. Построено на Пиндушской судоверфи в советской Карелии в 1939 году и вступило в строй в навигацию 1940 года. Названо в честь русского и советского географа, океанографа и картографа генерал-лейтенанта и академика Юлия Шокальского.

## История
Судно было построено в 1939 году на Пиндушской судоверфи в посёлке Пиндуши в Карелии, где с 1935 года по заказу Главсевморпути было построено четыре полярных экспедиционных моторно-парусных судна типа «Смольный» с длиной корпуса 32 метра и мощностью двигателя 200 л. с.. Главный двигатель «Русский дизель» позволял судну водоизмещением 500 тонн развивать максимальную скорость до 9,5 узлов. Возможность плавания во льдах обеспечивали дубовая ледовая обшивка, прочные крепления корпуса, броневая обшивка форштевня.

В навигацию 1940—1942 годах судно производило гидрологические наблюдения в Белом, Баренцевом, Карском морях и в море Лаптевых. 
Целью работ 1943 г. было изучение гидрологического режима пролива Вилькицкого.
23 июля «Академик Шокальский» вышел в море с целью смены зимовщиков на полярной станции в заливе Благополучия на восточном берегу северного острова Новой Земли. На борту было 19 членов экипажа, четыре научных сотрудника, врач больницы порта Диксон и два сменяющих зимовщика.

27 июля 1943 года в 20 часов 10 минут при следовании от мыса Спорый Наволок в залив Благополучия по судну открыла артиллерийский огонь немецкая подводная лодка U-255. Судно выдержало множество попаданий снарядов, было подожжено термитным снарядом, и после попадания снаряда в подводную часть затонуло. 

2 и 3 августа 1943 морской буксир «Полярник» подобрал 15 выживших членов команды судна, находившихся на берегу Новой Земли, и доставил их в порт Диксон.